# Fondation pour le développement économique et social de la communauté de Madrid
La Fondation pour le développement économique et social de la communauté de Madrid (en espagnol : Fundación para el Desarrollo Económico y Social de la Comunidad Autónoma de Madrid, Fundescam) est une fondation créée en 2000 par le Parti populaire de Madrid (PPM).
Officiellement chargée d'organiser des formations, des séminaires, d'éditer des livres et de réaliser des études, elle est dissoute en 2015.